# Colibrí silf celeste
El colibrí silf celeste (Aglaiocercus coelestis) és una espècie d'ocell de la família dels troquílids (Trochilidae) que habita boscos i matolls dels Andes de Colòmbia i oest de l'Equador.